# Clethra formosa
Clethra formosa là một loài thực vật có hoa trong họ Clethraceae. Loài này được E.Alfaro & J.F.Morales mô tả khoa học đầu tiên năm 2006.